# Psychrosoma fadriquei
Psychrosoma fadriquei är en mångfotingart som beskrevs av Jean-Paul Mauriès och Vicente 1978. Psychrosoma fadriquei ingår i släktet Psychrosoma och familjen Vandeleumatidae. Inga underarter finns listade i Catalogue of Life.